# Jean Mauricheau-Beaupré
Pour les articles homonymes, voir Beaupré.
Jean Mauricheau-Beaupré, né le 21 février 1920 à Marseille et mort le 27 novembre 1996, appartient au monde du renseignement. Dit JMB, dit Fontaine dans la Résistance, dit Monsieur Jean et Mathurin chez les mercenaires du Biafra, il est souvent présenté comme l'« archétype de la barbouze française ». 

## Biographie

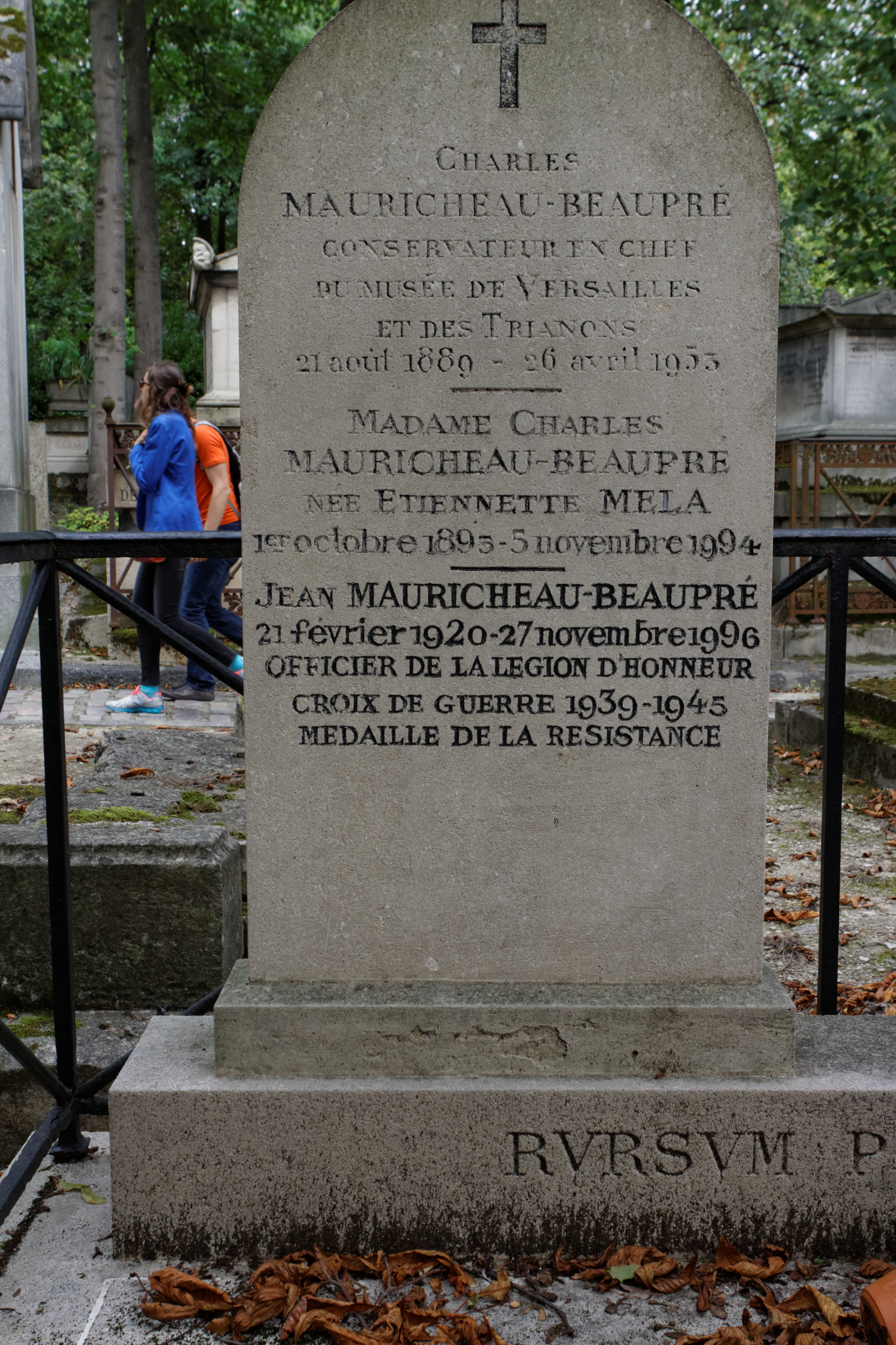
Tombe au cimetière du Père-Lachaise.

Né le 21 février 1920 à Marseille, Jean Mauricheau-Beaupré est le fils de l'historien d'art et conservateur de musée Charles Mauricheau-Beaupré. Élevé au sein même du château de Versailles et très introduit dans le milieu des beaux-arts grâce à son père, il milite au mouvement d’extrême droite royaliste Action française dans l'avant-guerre, puis, après des études de journalisme, s'engage dans la France libre en juin 1943, en Algérie. D'abord affilié au réseau Kléber, il appartient ensuite au groupe du réseau Alliance qui opère dans le sud-est de la France (littoral méditerranéen de Marseille à la frontière italienne) et termine la guerre avec le grade de sergent parachutiste affecté aux FAFL. Fervent gaulliste (il est apparenté à la famille du général) et membre du RPF, il entre ensuite à la DGER, organe de renseignement qui deviendra le SDECE en 1946 où il intègre le service "Action". Habitant à l'époque dans les combles du Louvre, il donnait tous ses rendez-vous aux Tuileries. En 1956, il adhère au Front national des combattants. Journaliste en parallèle à Paris Match, il est nommé en 1957 rédacteur en chef du Courrier de la colère, organe du mouvement gaulliste créé par Michel Debré, pour lequel il écrira de nombreux articles de manière anonyme.   
Après l'arrivée du général de Gaulle au pouvoir, il entre officieusement au cabinet du premier ministre avant de rejoindre les réseaux africains de Jacques Foccart et d'œuvrer, en tant que chargé de mission au secrétaire général pour la Communauté (de décembre 1959 à juin 1974) comme « conseiller spécial » du président congolais Fulbert Youlou (1961-août 1963). Il organise également le soutien aux indépendantistes katangais de Moïse Tshombé et devient alors l'officier traitant du mercenaire Bob Denard. Après la chute de Youlou, il est envoyé auprès du président ivoirien Félix Houphouët-Boigny. Homme de l'ombre au caractère exalté, il mène de nombreuses opérations "spéciales" pour le compte des réseaux Foccart. 
De son bureau d'Abidjan, il joue un rôle non négligeable dans la guerre du Biafra (1967-1970) : il considère, avec les milieux chrétiens dont il est proche, que ce conflit est d'abord religieux et soutient l'ethnie des Ibos en leur envoyant en masse des mercenaires (dont Bob Denard) et des armes. Vingt ans plus tard, il sera l'un de ceux qui équiperont les milices de Charles Taylor avant qu'elles n'envahissent le Liberia. « Maniaque du secret », « barbouze en chef des réseaux Foccart », Jean Mauricheau-Beaupré, pilier de la Françafrique, est considéré comme une illustration exemplaire de la politique africaine française des années 1960 et 1970.
Il est inhumé au cimetière du Père-Lachaise (21e division).
Marié à Klara (Claire) Maria Grathwohl (née le 21 février 1920) avec qui a eu une fille, Anne (Mme Jean-Jack Tissier).